# Thomas Pitt (1er baron Camelford)
Thomas Pitt, 1er baron Camelford (3 mars 1737 - 19 janvier 1793) est un homme politique britannique qui siège à la Chambre des communes de 1761 à 1784, date à laquelle il est élevé à la Pairie en tant que baron Camelford. Il est un amateur d'art.

## Jeunesse

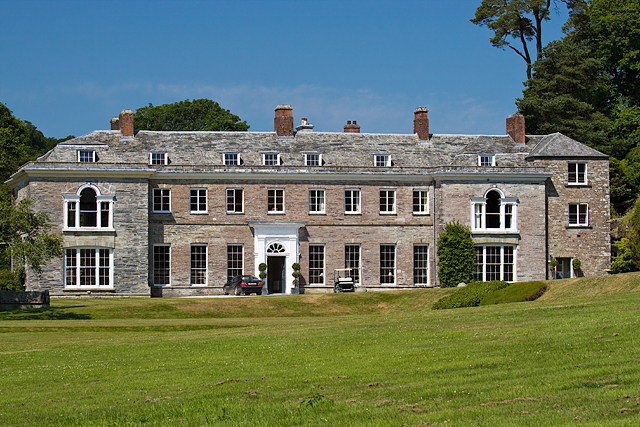
Boconnoc House

Il est né et baptisé à Boconnoc, le 3 mars 1737, en Cornouailles. Il est le fils de Thomas Pitt de Boconnoc (décédé en 1761), frère aîné de William Pitt l'Ancien. Sa mère est Christian, fille aînée de Thomas Lyttelton (4e baronnet) de Hagley. Il est admis au Clare College de Cambridge le 7 janvier 1754 et y reste jusqu'en 1758. En 1759, il obtient le titre de Master of Arts (MA).
Thomas Pitt accompagne Thomas Hay (9e comte de Kinnoull), ambassadeur britannique à la cour du Portugal, lors de son voyage à Lisbonne en janvier 1760. Thomas Gray et ses amis pensent que John Bowes (9e comte de Strathmore et Kinghorne), un compagnon de collège, l'accompagneraient; et Philip Francis (homme politique), un ami de toujours, rejoint également l'expédition. Ils entrent dans le Tage le 7 mars 1760 et quittent Lisbonne le 21 mai 1760. Passant d’Espagne à Barcelone, ils traversent pour aller à Gênes et passent quelque temps en Italie. Pitt correspond avec Gray et écrit un journal manuscrit de ses voyages; Cole note que la description de la corrida dans le manuscrit est identique à celle contenue dans Letters on the Spanish Nation  d'Edward Clarke. Horace Walpole présente Pitt à Sir Horace Mann à Florence, et loue sa conduite en mettant fin à l'obligation de payer les dettes de son père et de subvenir aux besoins de ses sœurs. Pitt séjourne à Florence avec son oncle, Richard Lyttelton, lorsque la nouvelle de la mort de son père, le 17 juillet 1761, lui parvient.

## Carrière politique
Thomas Pitt est maintenant propriétaire de la participation majoritaire dans le Bourg pourri de Old Sarum et d’une part considérable dans celle d’Okehampton dans le Devon. Pitt joue un rôle actif, mais intermittent, en politique. Il est député à la Chambre des communes pour Old Sarum de décembre 1761 à 1768, pour Okehampton de 1768 à 1774 et à nouveau pour Old Sarum de 1774 jusqu'à ce qu'il soit élevé à la pairie en 1784. Il suit en politique son proche parent, George Grenville, qui le fait Lord de l'amirauté dans son ministère de 1763. Il est invité, avec à son oncle, Lord Chatham, à continuer d'exercer ses fonctions au ministère de Rockingham; mais il est politiquement en désaccord avec Chatham et suit Grenville dans l’opposition .
Pitt est l'un des soixante-douze députés whig qui se réunissent à la Thatched House Tavern, à Londres, le 9 mai 1769, pour célébrer les droits des électeurs dans la lutte pour la représentation de Middlesex; il seconde sir William Meredith dans sa tentative d'assouplir l'abonnement aux trente-neuf articles et se prononce contre le projet de loi sur le mariage royal. Grâce à son influence, soutenue par Lady Chatham, la réconciliation de son oncle et de Richard Grenville-Temple est effectuée en 1774. Horace Walpole, qui s'est disputé avec lui sur des sujets politiques, l'appelle un orateur «fragile», mais Wraxall fait remarquer que, même s'il parle rarement, sa position familiale lui garantit une audience. Il fait un discours en 1780 sur la motion de John Dunning visant à limiter l’influence de la Couronne. Il est l'un des opposants les plus puissants au ministère de Lord North et un ennemi ardent de la coalition. En février 1783, il propose l'adresse du ministère de Shelburne, affirmant qu'il s'est toujours opposé à l'usage de la force contre les colonies américaines. Il attaque le projet de loi sur les Indes orientales de Charles James Fox .
Il parle avec prudence en 1782 contre la réforme parlementaire. L'année suivante, lorsque la même question est posée, il est ridiculisé pour un changement d'opinion et son offre de sacrifier son bourg pourri pour le bien public. Il est caricaturé par les auteurs du Rolliad (1795) et moqué à la Chambre des Communes par Fox (13 mars 1784) et Edmund Burke (28 février 1785). En mars 1783, alors que le roi s'efforce de former une administration s'opposant à North et à Fox, le poste de Leader de la Chambre des communes et les sceaux d'un secrétaire d'État lui sont offerts, malgré l'opposition de Lord Ashburton. Le 5 janvier 1784, il est élevé à la pairie en tant que baron Camelford de Boconnoc, promotion attribuée à l'influence de son cousin William Pitt le Jeune .

## Constructeur
À partir de mars 1762, Pitt vit à Twickenham et appelle de façon ludique son palais le "Palazzo Pitti", une référence au palais Pitti à Florence. Il est alors le voisin de Horace Walpole de Strawberry Hill House, qui reconnait son talent pour l'architecture gothique et va jusqu'à l'appeler "mon architecte actuel". À la mort en 1779 de William Stanhope (2e comte de Harrington), il achète le bail de Petersham Lodge (situé sous Richmond Park, mais il est démoli et les terrains compris dans les limites du parc). En 1790, il le vend au duc de Clarence.
Thomas Pitt construit la Camelford House, donnant sur Oxford Street, en haut de Park Lane, à Londres. Il est élu membre de la Société des Dilettanti le 1er mai 1763 et propose la création d'un musée public, mais des considérations financières mettent un terme au projet. Bien qu’amateur, Pitt s’intéresse à l’architecture au plus haut niveau, en particulier à Stowe House dans le Buckinghamshire de 1770 à 1779. Le comte Temple fait faire un plan par Jacques-François Blondel pour la nouvelle façade sud de la maison, qui ne rencontre pas l'approbation du comte. Robert Adam produit en 1771 un nouveau dessin pour la façade sud, qui est adapté et uniformisé par Thomas Pitt, assisté de Giovanni Battista Borra, et achevé en 1779. Les intérieurs des nouveaux appartements officiels ne sont achevés qu'en 1788, une grande partie des travaux intérieurs ayant été confiés à un italien, Vincenzo Valdrè (1740-1814).
Pitt s’intéresse à la manufacture de porcelaine de Plymouth, où il utilise la pierre de porcelaine blanche saponacée trouvée sur son territoire de Cornouailles. Angelica Kauffmann lui écrit sur la libre importation en Angleterre par des artistes de leurs propres études et créations. Pitt est un ami de Mary Delany, à qui il donne des portraits de Sir Bevil Grenville, de son épouse et de son père, et il propose à John Maurice, comte de Brühl, d'assister ensemble Thomas Mudge dans ses projets de amélioration des chronomètres de marine. Il conçoit les boiseries des stalles de la Cathédrale de Carlisle, où son oncle Charles Lyttelton (évêque) est évêque.

## Fin de carrière

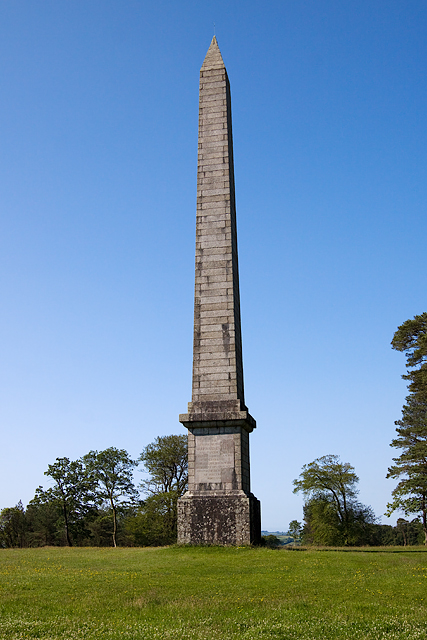
L'obélisque, domaine de Boconnoc

De 1789 à 1792, il est en Italie et, bien qu'il ait atterri à Deal en juin 1792, il repart pour l'Europe continentale en septembre. Peter Beckford dit dans ses "Familiar Letters" (1805, éd. I. 159), que Lord Camelford "quitta Florence pour Pise avec la goutte sur lui et mourut aussitôt arrivé"; mais on dit généralement qu'il mourut à Florence le 19 janvier 1793. Il est enterré le 2 mars à Boconnoc, où il a ajouté à l’ancien manoir, selon ses propres plans, une deuxième aile et une galerie. En 1771, il érige sur la colline au-dessus de la maison un Obélisque de 120 mètres de haut, à la mémoire de son oncle, sir Richard Lyttelton.

## Famille
En juillet 1771, Pitt épouse Anne Wilkinson, fille cadette de Pinckney Wilkinson (en), riche marchand, de Hanover Square à Londres et de Burnham Westgate à Norfolk. Elle meurt à Camelford House, Oxford Street, Londres, le 5 mai 1803, à l'âge de 65 ans, peinée devant la carrière de son fils. Elle est inhumée dans la chapelle du cimetière de Boconnoc le 19 mai. La sœur d'Anne, Mary, contracte un mariage malheureux en 1760 avec le capitaine John Smith, et est la mère de l'amiral William Sidney Smith. Thomas Pitt traite sa belle-sœur et ses enfants avec beaucoup de gentillesse. En 1785, il publie un libelle sur "Les preuves de la mauvaise conduite de Smith".
Thomas et Anne ont deux enfants:
- Thomas Pitt (2e baron Camelford)
- Anne Pitt (septembre 1772 - 1864)

Hester Thrale décrit Pitt comme «un homme raffiné ressemblant à une femme»  et Sir J. Eardley-Wilmot l'a surnommé en 1765 «le prince de toutes les beautés masculines» et «de très bonne race, poli et sensé». Dans sa biographie d'Horace Walpole, Timothy Mowl s'est fondé sur ces commentaires pour affirmer que Pitt était un homosexuel .